# 比弗丹萊克 (紐約州)
比弗丹萊克（英語：Beaver Dam Lake）是位於美國紐約州奧蘭治縣的普查規定居民點。

## 人口
根據2020年美國人口普查的數據，比弗丹萊克的面積為7.10平方千米，當中陸地面積為6.32平方千米，而水域面積為0.78平方千米。當地共有人口2609人，而人口密度為每平方千米367.46人。